# Švédsko na Letních olympijských hrách 1972
Švédsko na Letních olympijských hrách 1972 v německém Mnichově reprezentovalo 131 sportovců, z toho 104 mužů a 27 žen. Nejmladším účastníkem byl Diana Olsson (15 let, 3 dny), nejstarším pak Maud von Rosen (46 let, 258 dní). Reprezentanti vybojovali 16 medailí, z toho 4 zlaté, 6 stříbrných a 6 bronzových.

## Medailisté
| Medaile | Jméno                                                  | Sport             | Disciplína                      |
| ------- | ------------------------------------------------------ | ----------------- | ------------------------------- |
| Zlato   | Ulrika Knapeová                                        | Skoky do vody     | Ženy věž 10 m                   |
| Zlato   | Ragnar Skanåker                                        | Sportovní střelba | Muži 50 metrů libovolná pistole |
| Zlato   | Gunnar Larsson                                         | Plavání           | Muži 200 m polohový závod       |
| Zlato   | Gunnar Larsson                                         | Plavání           | Muži 400 m polohový závod       |
| Stříbro | Gunnar Jervill                                         | Lukostřelba       | Muži jednotlivci                |
| Stříbro | Ulrika Knapeová                                        | Skoky do vody     | Ženy prkno 3 m                  |
| Stříbro | Rolf Peterson                                          | Kanoistika        | Muži kanoe K1 1000 m            |
| Stříbro | Jan Karlsson                                           | Zápas             | volný styl do 74 kg             |
| Stříbro | Per Pettersson Stellan Westerdahl                      | Jachting          | Muži třída Star Class           |
| Stříbro | Bo Knape Stefan Krook Lennart Roslund Stig Wennerström | Jachting          | Muži třída Soling Class         |
| Bronz   | Ricky Bruch                                            | Atletika          | Muži hod diskem                 |
| Bronz   | Hasse Thomsén                                          | Box               | Muži váha těžká do 81 kg        |
| Bronz   | Jan Jönsson                                            | Jezdectví         | Muži jezdecká všestrannost      |
| Bronz   | Ulla Håkanson Ninna Swaab Maud von Rosen               | Jezdectví         | Družstvo drezura                |
| Bronz   | Hans Bettembourg                                       | Vzpírání          | Muži polotěžká váha do 90 kg    |
| Bronz   | Jan Karlsson                                           | Zápas             | řecko-římský do 74 kg           |